# حامول متغضن الرأس
حامول متغضن الرأس (الاسم العلمي:Cuscuta rugosiceps) هو نوع من النباتات يتبع جنس الحامول من الفصيلة المحمودية.